# جی. کیرن برنان
جی. کیرن برنان (انگلیسی: J. Keirn Brennan؛ ‏ ۲۴ نوامبر ۱۸۷۳ – ۴ فوریهٔ ۱۹۴۸) موسیقی‌دان و ترانه‌پرداز اهل ایالات متحده آمریکا بود.
از فیلم‌هایی که وی در آن‌ها نقش داشته‌است، می‌توان به نمایش نمایش‌ها اشاره نمود.